# Magdalena Fendrychová
Magdalena Fendrychová, vystupující od roku 2020 pod pseudonymem Kvietah (dle jména Květa), je česká hudební skladatelka a písničkářka zpívající v češtině a angličtině. Vystupuje buď sólově, nebo s doprovodnou kapelou The Kvietas. Vydala dvě studiová alba. V roce 2025 získala ocenění v kategorii objev roku v rámci Cen Anděl 2024.

## Život
Je dcerou novináře Martina Fendrycha. K hudbě tíhla od malička, své první album určené pro rodinu nahrála s kamarádkou v deseti letech. Během dětství v nahrávání alb pro kamarády a rodinu o zhruba 13 písních s dětskými náměty pokračovala a „vydávala“ zhruba jedno ročně. Veřejně vystupovala od svých dvanácti let.
Studuje populární skladbu na Konzervatoři Jaroslava Ježka, což se promítá i do její hudební tvorby, v níž se snaží o maximalistické pojetí s bohatým zvukem.
Rodiče ji zároveň vedli k literatuře, díky čemuž si kromě hudby oblíbila i psaní textů.

## Kariéra
Působila ve skupinách White Russian Milkshake, May The Way a Horror make up set. Svoji hudbu zařazuje do žánru indie pop/rock. Ovlivněna byla interprety jako Édith Piaf, Patti Smith nebo Peter Gabriel, z českých interpretů například Radůza, Zuzana Navarová nebo post-hudba.
Spolupracuje s producentem Nikolou Šolajou. Sama se přitom začala věnovat produkování hudby jako doplňkovou činností. Podílela se například na produkci alba Zmizení D. F. Wallace od Dvouhlavého kluka.

### Hejno černejch koček
První oficiální desku Hejno černejch koček vydala v únoru 2022 na labelu Divnosti, desce předcházely dva singly a úspěšná crowdfundingová kampaň na Donio.cz. Album si autorka produkovala zčásti sama, na výsledné podobě se však podílel i producent Tomáš Tkáč. Tematicky se album věnovalo zejména lásce a vztahům nebo životu během lockdownu. Název alba odkazuje ke smůle, ale i volnosti a odvaze.

### Díky, včely
Album Díky, včely vyšlo ve vydavatelství Indies Scope Records 28. června 2024. Album, jež získalo mírně ironický název, sbíralo pozitivní recenze, které kromě silných a poetických textů vyzdvihovaly posun k bohatšímu zvuku a reakci na aktuální společenské problémy. Od debutu byl patrný posun k žánrové rozmanitosti s popovějším základem a větším podílem elektroniky; v písni Mami však jediný doprovod tvoří klavír, Režim zase obsahuje rapovou pasáž v podání Jakuba Čermáka (Cermaque), který se stal jediným hostem na albu.
Albu dominují témata nejistoty, samoty a smutku, způsobených zejména ruskou invazí na Ukrajinu, explicitně zachycené v písních Herojam sláva a Mami, skrytěji v písni Lucie. Objevují se i témata aktivismu a queer (MPJ) nebo víry (Ježíš).
Album pokřtila 25. září koncertem v klubu Bike Jesus v Praze a 1. října 2024 v Kabinetu múz v Brně.

## Diskografie

### Alba
- Hejno černejch koček, 2022
- Díky, včely, 2024

### Singly a videoklipy
- Šampaň, 2021
- Indián, 2021
- Dialog_1: Vdechni mi život, 2024 (s Lenkou Dusilovou)